# 町田貢
町田 貢（まちだ みつぐ、1935年 - ）は、日本の外交官で元駐韓日本大使館公使、韓国・成均館大学教授、現会社役員。新潟県出身。

## 概要
- 1958年 – 天理大学外国語学部朝鮮学科卒業と同時に外務省に入省。1年間研修後、米国テキサス州のヒューストン総領事館勤務
- 1964年 – ソウル（半島ホテル）駐在
- 1965年 - 在釜山日本国総領事館副領事
- 1973年 – 在ソウル大使館政治部

同年11月、金大中と初めて会う。1997年12月の大統領当選直後まで24年にわたって直接付き合い、泣き笑いを共にした。外交官人生の大半の期間をこの事件と向き合って過ごすことになった。
- 1982年 - 在大韓民国日本国大使館参事官（ - 1988年）
- 1988年 – 東京本省勤務（ - 1989年）
- 1990年 – 済州事務所長
- 1993年 - 釜山総領事館総領事
- 1996年 - 日本国大使館公報文化院長（公使）
- 1998年 - 6月に退官。9月より世宗大学教授
- 2001年 – 成均館大学教授（ - 2009年）
- 2011年9月 - ソウル名誉市民に選定[2]。

- 現在 - 会社役員

## 著書
- 『ソウルの日本大使館から - 外交官だけが知っている素顔の日韓関係』 文藝春秋 1999年
- 『日韓インテリジェンス戦争』 文藝春秋 2011年

## 論文
- 国立情報学研究所収録論文 国立情報学研究所